# The Dillinger Escape Plan
Pour les articles homonymes, voir DEP.
The Dillinger Escape Plan (DEP) est un groupe de metalcore et mathcore américain, originaire de Morris Plains, dans le New Jersey. Formé en 1997, leur style musical est moderne et intègre des éléments jazz et de metal progressif. Le nom du groupe (littéralement « Le plan d'évasion de Dillinger ») fait référence au gangster américain John Dillinger. Ils sont réputés tant pour leur musique, caractérisée par des structures rythmiques souvent complexes, une violence exacerbée et des tempos très rapides, que pour l'intensité de leurs prestations scéniques. Leurs influences comptent notamment Refused, le Mahavishnu Orchestra, King Crimson, ainsi que Black Flag et Cynic.
Des premières parties sur des tournées d'envergure (Slayer et System of a Down, notamment), et surtout la publication en 2002 d'un EP en collaboration avec Mike Patton, leur a permis d'acquérir une certaine notoriété. DEP a également été une source d'inspiration pour de nombreux groupes tels que Sikth, Psyopus, ou encore Ion Dissonance. Le groupe met un terme à sa carrière après un sixième et dernier album en 2017.

## Biographie

### Débuts (1997–1998)

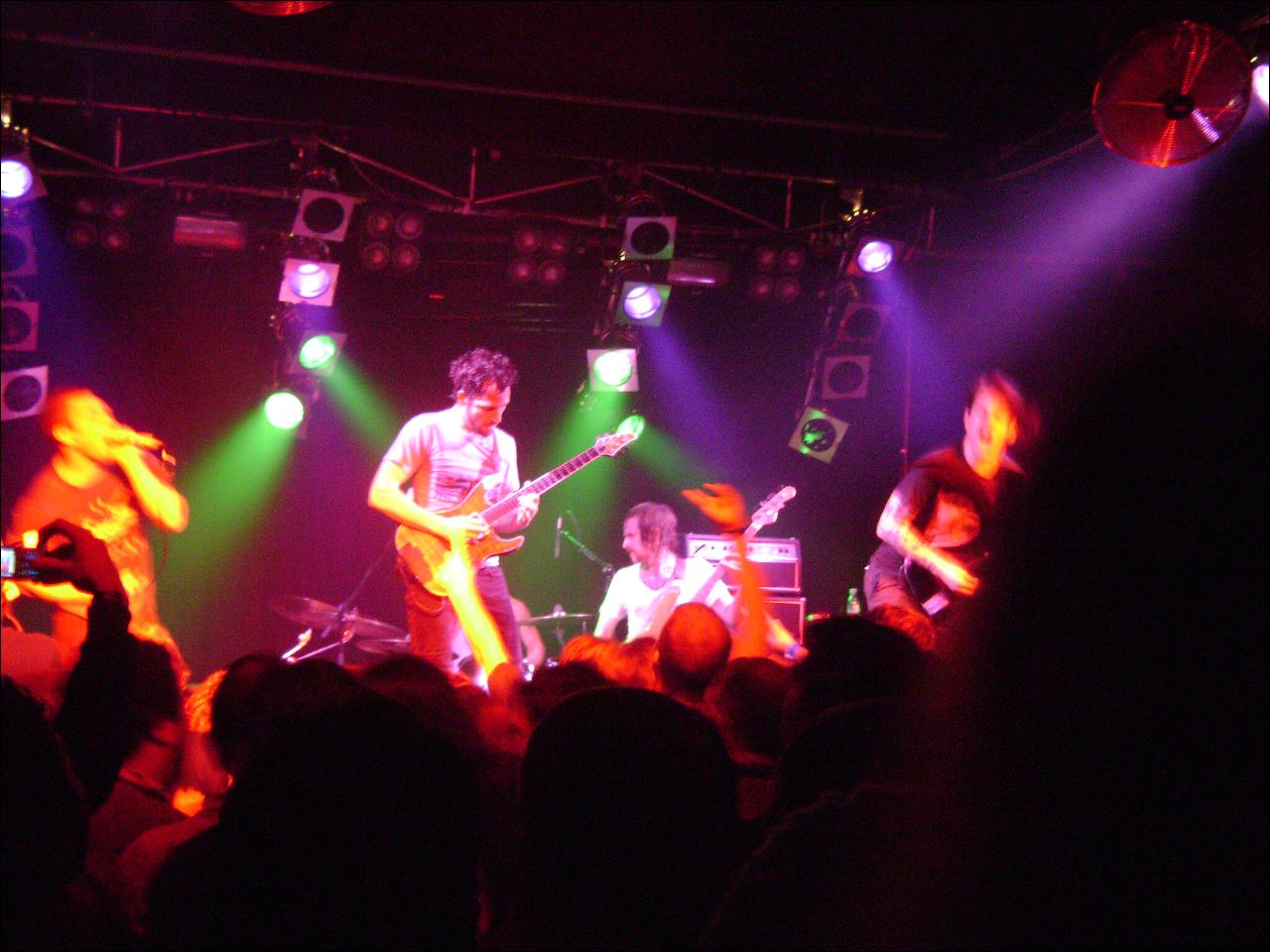
The Dillinger Escape Plan en concert le 21 mai 2008.

C'est en mars 1997 que Ben Weinman et Derrick Brantley, guitaristes, Adam Doll, bassiste, et Chris Pennie, tous les quatre originaires du New Jersey et amis de lycée, forment la première mouture de The Dillinger Escape Plan, sur les cendres du groupe de punk hardcore Arcane,. Le chanteur Dimitri Minakakis rejoint le quatuor, qui se lance dans l'écriture de compositions destinées, selon leurs dires, à satisfaire leurs plus impitoyables critiques : eux-mêmes. Peu de temps après, ils enregistrent un premier mini-album éponyme de six titres, qui sortira sur Now or Never Records.
Le quintet fait alors ses premières armes sur scène dans divers endroits : magasins de musique, sous-sols, squats de punk, mais aussi petits et/ou moyens clubs dans de nombreux États du nord-est et du midwest américains. L'intensité de leurs concerts les fait rapidement gagner une certaine notoriété, ce qui attire l'attention de représentants du label Relapse Records, qui assistent à l'un de leurs concerts en Pennsylvanie. Cette rencontre débouche finalement sur la signature d'un contrat de plusieurs albums. Après l'arrivée de John Fulton à l'automne 1997 en son départ en 1998, le groupe sort un mini-album en octobre 1998 enregistré dans les studios TraxEast. Under the Running Board, un condensé de huit minutes de musique complexe, énergique et technique, est plutôt bien accueilli par les fans et la presse spécialisée,,. De nombreux articles de la presse internationale musicale décrivent Under the Running Board comme l'une des meilleures sorties de l'année,. Le groupe continue alors ses tournées, propageant une énergie alors rarement vue.

### Calculating Infinity(1999–2001)

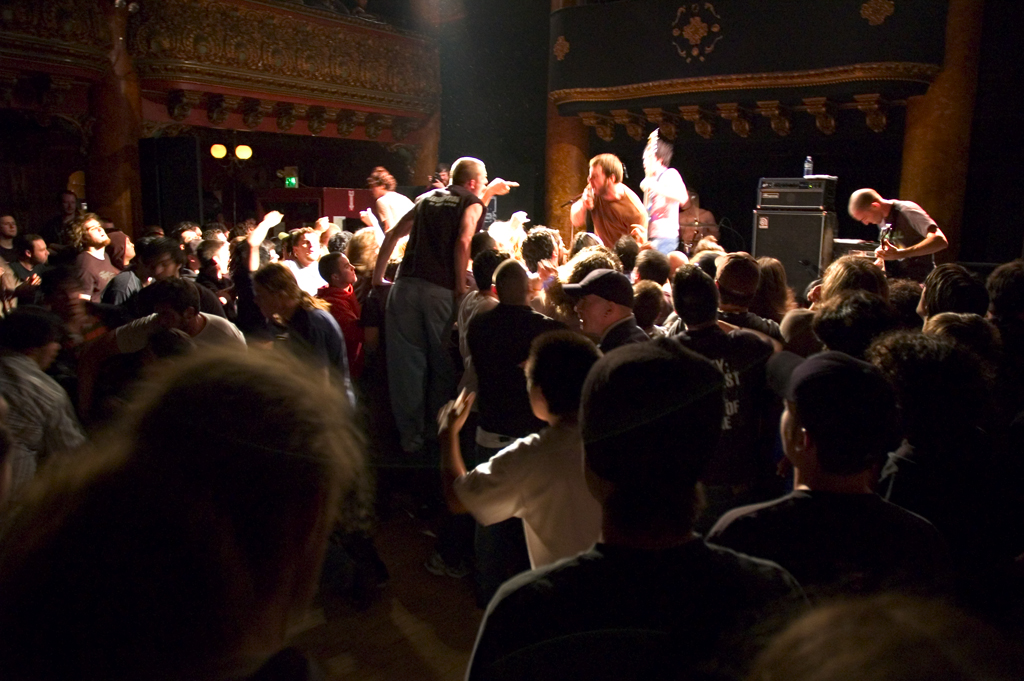
DEP sur scène.

Un événement tragique précède l'enregistrement de leur premier album : Adam Doll est victime d'un accident de la route qui le paralyse.
Ils publient ensuite l'album Calculating Infinity, au label Relapse Records, qui reçoit un accueil très chaleureux des fans et de la critique,,,. C'est Ben Weinman qui assure les parties de basses de cet album. Minakakis salue toutefois l'aide immense apportée par Doll. Brian Benoit, guitariste du groupe Jesuit, rejoint le groupe peu après pour prendre la place de Fulton et Liam Wilson est embauché pour remplacer Doll au poste de bassiste. C'est sous l'œil de Steve Evetts (Sepultura, Snapcase, Hatebreed, The Cure, Save the Day), que le groupe enregistre un style plus affirmé, mélangeant chaos métallique et accentuations jazz. L'album est enregistré entre mars et avril 1999.
À peine plus d'un mois après cette sortie, le groupe fait les 45 premières parties de la tournée aux États-Unis du groupe Mr. Bungle dont le chanteur, Mike Patton, déclare avoir été très impressionné par DEP. Gourmand de scène, le groupe tourne durant plus de 18 mois dans le monde entier. Ne relâchant pas ses efforts, les tournées s'enchaînent lors de l'année 2000 : début février aux États-Unis, puis avec une tournée pendant l'été aux côtés de Papa Roach, Blink 182, AFI ou encore Pennywise sur le Warped Tour. La fin de l'année 2000 est marquée par le changement de bassiste : après plusieurs « intérimaires », c'est Liam Wilson, ancien membre de Starkweather, qui prend le relais. Deux tournées en Europe et au Japon suivent.
En 2001, c'est Minakakis qui quitte le groupe. De longues recherches conduisent à l'intégration d'un jeune fan aussi remarquable par ses cordes vocales que par son imposante musculature, Greg Puciato. Il accompagne le groupe sur de nombreuses dates aux États-Unis et lors de la tournée européenne de System of a Down, dont le groupe assure la première partie. Toujours plein d'une énergie aussi épileptique, ils continuent leurs shows en participant à plusieurs festivals. Le groupe sort alors un nouvel EP, Irony Is a Dead Scene, en collaboration avec Mike Patton. C'est le premier enregistrement de DEP auquel participe Liam Wilson. Greg Puciato, quant à lui, n'apparaît pas sur ce disque, toutes les parties vocales étant assurées par Mike Patton.

### DeMiss MachineàIre Works(2004–2007)

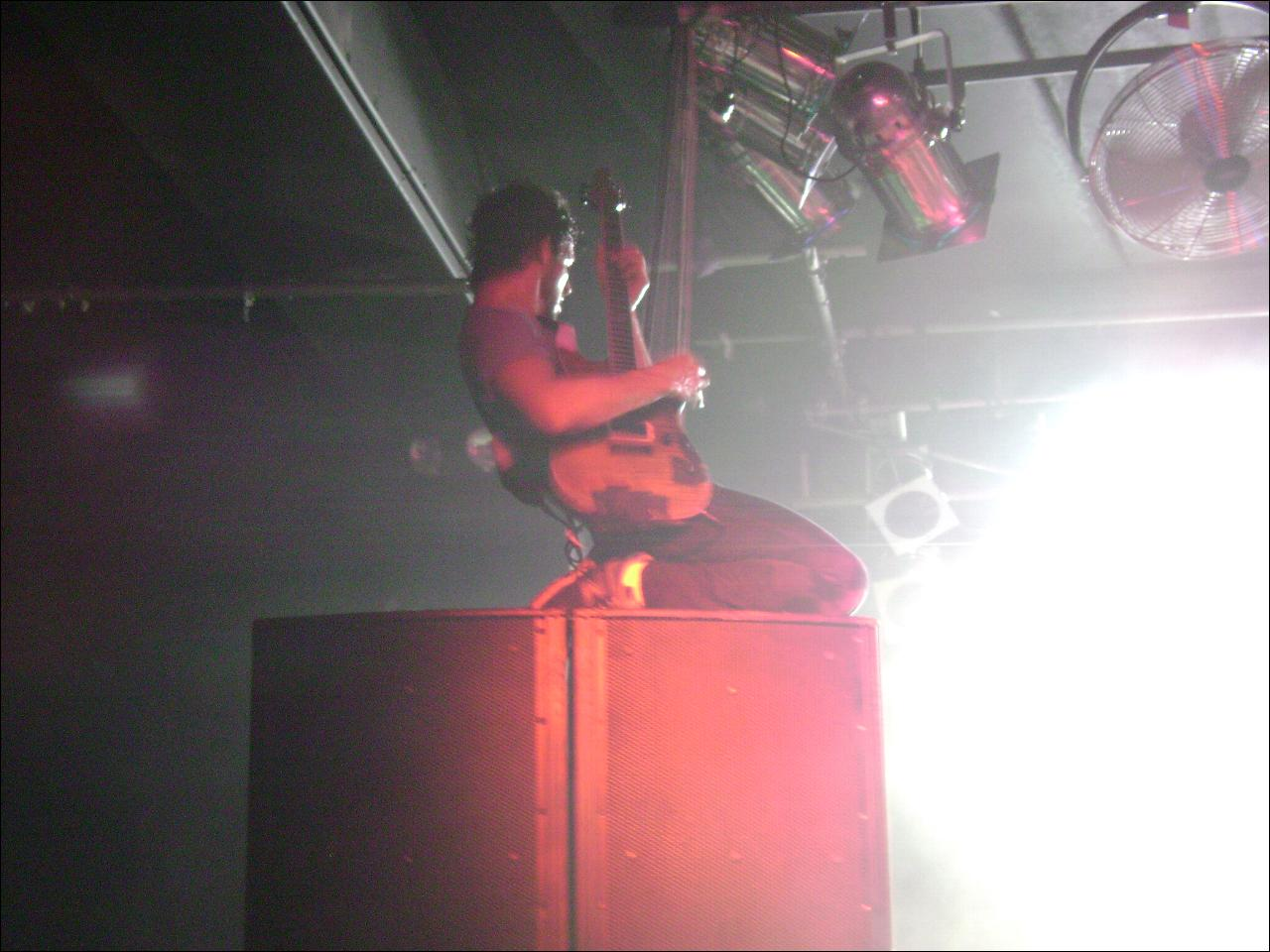
Le guitariste Ben Weinman sur scène.

C'est en 2004 que le groupe sort son deuxième album, pour la première fois avec Greg Puciato, pourtant membre du groupe depuis plus de deux ans. Miss Machine est plus diversifié que leurs précédentes productions : on y trouve notamment quelques morceaux très calmes, ce qui n'est pas du goût de certains fans de la première heure. L'accueil reçu est toutefois globalement bon. Le groupe tourne énormément en 2004 et 2005.
Le 13 juin 2006 sort un mini-album, Plagiarism, exclusivement sur iTunes. On y trouve de nouvelles versions d'anciens titres, ainsi que des reprises. Toutefois, Brian Benoit ayant dû subir plusieurs opérations au bras, il est parfois remplacé par un ami du groupe et finit par quitter la formation, vraisemblablement à la suite de ses soucis de bras. D'autres tournées sont annulées en raison de problèmes de santé de Ben Weinman. Le batteur Chris Pennie, unique rescapé de la formation originelle avec le guitariste Ben Weinman, quitte le groupe début 2007 pour intégrer le groupe Coheed and Cambria et sera remplacé par Gil Sharone, du groupe Stolen Babies, pour assurer l'enregistrement du nouvel album, Ire Works, sorti le 13 novembre 2007. Ben Weinman y interprète toutes les parties de guitare mais un nouveau guitariste fait son apparition pour remplacer Brian Benoit sur la tournée qui suit : Jeff Tuttle. Les parties à la batterie sont enregistrées aux Sonikwire Studios d'Irvine, Californie.
Pendant la tournée, le groupe propose à ses fans de se procurer des t-shirts en édition limitée, chaque modèle correspondant à un morceau de Ire Works. Celle-ci achevée, le batteur Gil Sharone décide de quitter le groupe pour se consacrer aux Stolen Babies. En septembre 2008, le groupe annonce la réédition de son premier album, Under the Running Board le 14 octobre via Relapse, qui contient dix chansons bonus.

### Nouveaux albums (2009–2014)
C'est début 2009 que le groupe annonce officiellement via son forum officiel l'arrivée de Billy Rymer, batteur du groupe The Rivalry, notamment en postant son numéro de téléphone portable et en encourageant les fans à l'appeler pour lui « souhaiter la bienvenue. » Jeff Tuttle avait subi le même traitement lors de son arrivée deux ans auparavant. Le chanteur Greg Puciato joint à certains colis de t-shirt une lettre dans laquelle il dévoile le titre du prochain album : Option Paralysis. Le groupe rentre en studio le 7 septembre avec leur producteur de longue date, Steve Evetts, pour en sortir le 30 octobre. Des extraits des séances de studio et de certaines maquettes de chansons sont disponibles sur YouTube. Finalement, la sortie de l'album est annoncée pour le 23 mars 2010. Le groupe effectue une mini-tournée américaine (du 4 au 19 décembre) et européenne (du 1er au 12 février) avant la sortie d'Option Paralysis et en profite pour roder quelques nouveaux morceaux sur scène.
Le 18 février 2013, le groupe annonce un nouvel album sous le titre de One of Us Is the Killer, publie le 14 mai la même année.
En avril 2014, le groupe publie une chanson inédite intitulée Happiness Is A Smile, publiée sur YouTube. Courant juillet 2014, le groupe annonce la création de Party Smasher Inc., leur propre label, en collaboration avec le label français Season of Mist.

### Dissociationet séparation (2015–2017)
Le 15 juillet 2015, Ben Weinman annonce le retour du groupe en studio en novembre pendant l'année pour enregistrer la suite de l'album One of Us Is the Killer,. Le 31 juillet 2016, BBC Radio 1 diffuse un nouveau single du groupe, Limerent Death.
En 2016, le groupe annonce au magazine Revolver la sortie de son prochain album Dissociation, prévu pour le 24 octobre 2016. Le 5 août, le groupe annonce par l'intermédiaire d'un entretien avec Ben Weinman la séparation du groupe après une dernière tournée. C'est après une série de trois concerts d'adieu à New York que The Dillinger Escape Plan met un point final à sa carrière le 30 décembre 2017.

## Discographie

### Albums studio
- 1999 : Calculating Infinity
- 2004 : Miss Machine
- 2007 : Ire Works
- 2010 : Option Paralysis
- 2013 : One of Us Is the Killer
- 2016 : Dissociation

### Album live
- 2003 : Cursed, Unshaven and Misbehavin': Live Infinity

## Membres

### Derniers membres
- Ben Weinman – guitare solo, programmation, chœurs, clavier (1997-2017)
- Liam Wilson – basse (2000-2017)
- Greg Puciato – chant solo (2001-2017)
- Billy Rymer – batterie, percussions (2009-2017)
- Kevin Antreassian – guitare rythmique (2015-2017)[30]

### Anciens membres
- Derrick Brantley – guitare (1997-1998)
- Adam Doll – basse (1997-2000)
- John Fulton – guitare (1997-2000)
- Dimitri Minakakis – chant (1997-2001)
- Chris Pennie – batterie (1997-2007)
- Brian Benoit – guitare (2000-2007)
- Gil Sharone – batterie (2007-2009)
- Jeff Tuttle – guitare (2007-2012)